# National Advisory Committee for Aeronautics

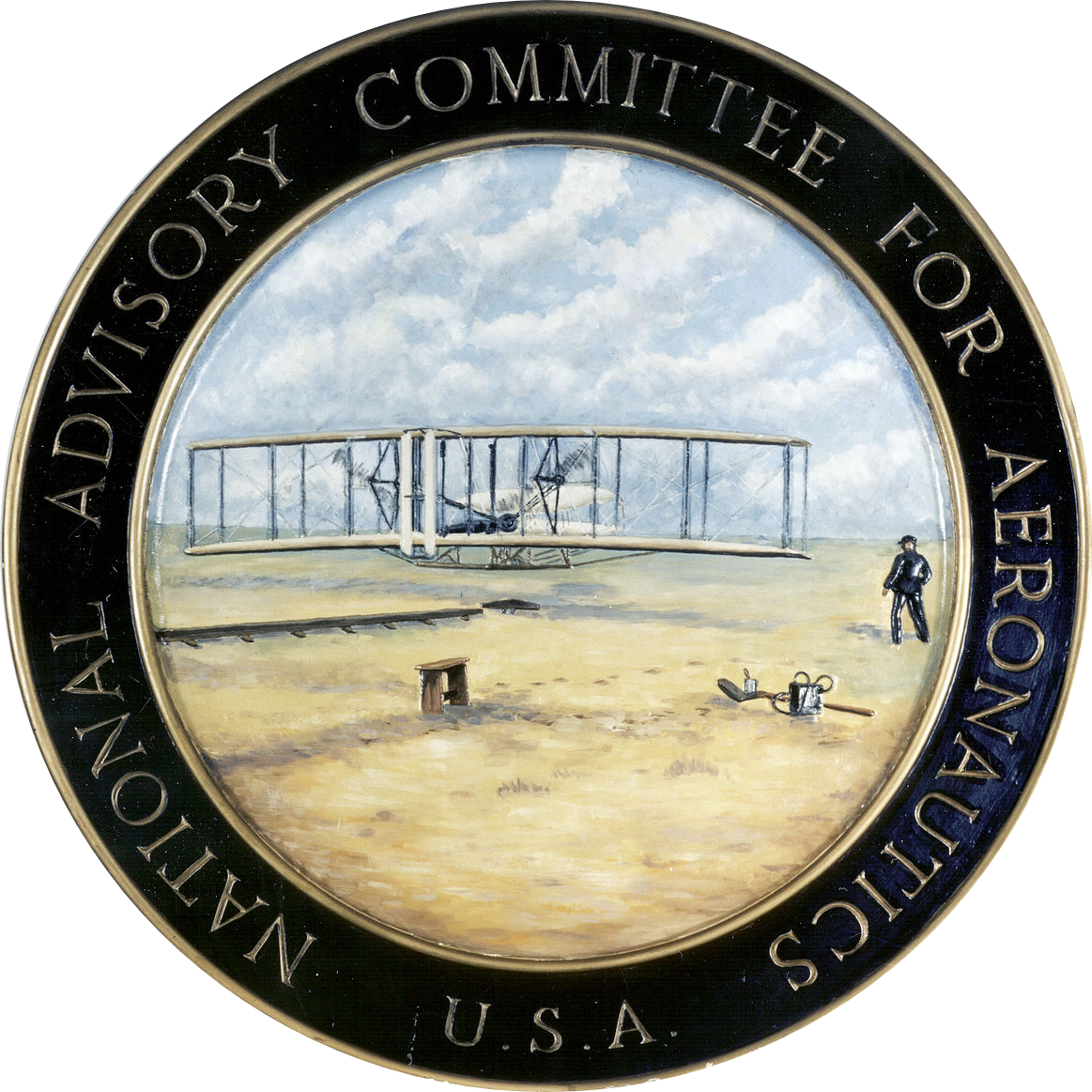
Oficiální odznak

National Advisory Committee for Aeronautics (NACA) byl federální úřad Spojených států založený na podporu leteckého výzkumu. Úřad zanikl 1. října 1958 a jeho aktivity přebrala nová organizace NASA.

## Začátky
NACA byla založena prezidentem Wilsonem 3. března 1915 ve snaze zorganizovat americký letecký výzkum tak, aby existovala organizace takový výzkum zastřešující a snažící se o jeho směřování směrem k praktické využitelnosti.
Vynikající výsledky se dostavily již ve dvacátých letech, kdy agentura vyvinula speciální kryt pro hvězdicové motory, jenž zlepšil jejich chlazení a snížil odpor vzduchu až o šedesát procent. Testovací dvouplošník Curtis Hawk AT-5A dosáhl s tímto krytem o 30 kilometrů za hodinu vyšší rychlosti než bez něj. Agentura za tento počin získala první z několika Collierových cen.

## Výsledky
Agentura se dále věnovala vývoji profilů křídel a zavedla jejich standardizované značení – některé profily se používají dodnes.
Velké úsilí věnovala agentura výzkumu letů ve vysokých rychlostech. John Stack vyvinul první nadzvukový aerodynamický tunel a o další z Collierových cen se podělil s pilotem amerického letectva Chuckem Yeagerem, jenž jako první člověk překonal rychlost zvuku.
NACA dále vyvíjela komponenty pro letecký průmysl – zmiňme například Roberta T. Jonese, jenž vyvinul první letecký odmrazovací systém, popřípadě vymyslel koncept delta křídla pro omezení šokových vln jdoucích přes křídlo při nadzvukovém letu.
Na ostrově Wallops nedaleko pobřeží Virginie spravovala NACA od roku 1945 Výzkumnou stanici bezpilotních prostředků. U stanice vznikl i malý kosmodrom Wallops Flight Center.
Problémy spojenými s přítomností člověka v kosmu a tím jak ho tam dostat se agentura začala zabývat v první polovině padesátých let minulého století, výsledkem těchto úvah byl počátek vývoje nejrychlejšího výzkumného raketoplánu North American X-15.

## Konec
V roce 1958, kdy již měla NACA několik tisíc zaměstnanců, rozhodl prezident Eisenhower o zřízení nového úřadu – National Aeronautics and Space Administration a zániku NACA. Aktiva NACA byla převedena na NASA, která se od 1. října 1958 aktivně věnuje leteckému a kosmickému výzkumu.